# Psychotria sycophylla
Espèce
Synonymes
- Grumilea sycophylla K.Schum.[1]

Psychotria sycophylla (K.Schum.) E.M.A.Petit est une espèce de plantes du genre Psychotria et de la famille des Rubiaceae. C’est une plante endémique du Cameroun.

## Description
C'est un arbrisseau flexible pouvant atteindre 3 m de hauteur.

## Distribution et habitat
Endémique, mais commune au Cameroun, elle y a été observée sur de nombreux sites dans la Région du Centre, moins souvent dans celles du Nord-Ouest et du Littoral, généralement dans des forêts à une altitude comprise entre 400 et 1 100 m.